# Giro del Trentino 2011
Il Giro del Trentino 2011, trentacinquesima edizione della corsa, si svolse tra martedì 19 aprile e venerdì 22 aprile 2011 lungo un percorso totale di 528,9 km, suddiviso in quattro tappe. Faceva parte del circuito UCI Europe Tour 2011, categoria 2.HC, e venne vinto dall'italiano Michele Scarponi, che concluse la corsa in 13h54'07".

## Tappe
| Tappa  | Data      | Percorso                                       | km    | Vincitore di tappa | Leader cl. generale |
| ------ | --------- | ---------------------------------------------- | ----- | ------------------ | ------------------- |
| 1ª     | 19 aprile | Riva del Garda > Arco (cronometro individuale) | 13,4  | Andreas Klöden     | Andreas Klöden      |
| 2ª     | 20 aprile | Dro > Ledro Bezzecca                           | 184   | Thomas Voeckler    | Michele Scarponi    |
| 3ª     | 21 aprile | Molina di Ledro > Fai della Paganella          | 170   | Fabio Duarte       | Michele Scarponi    |
| 4ª     | 22 aprile | Andalo > Madonna di Campiglio                  | 161,5 | Roman Kreuziger    | Michele Scarponi    |
| Totale | Totale    | Totale                                         | 528,9 |                    |                     |

## Squadre e corridori partecipanti
Al via si sono presentate diciannove squadre ciclistiche, tra le quali sette squadre con licenza da UCI ProTeam (Liquigas-Cannondale, Lampre-ISD, Pro Team Astana, Katusha Team, Team RadioShack, BMC Racing Team e AG2R La Mondiale) e dieci con licenza UCI Professional Continental Team. Le altre due squadre - Miche-Guerciotti e D'Angelo & Antenucci-Nippo - rientrano nella fascia UCI Continental Team. La squadra francese Cofidis, le Crédit en Ligne ha rinunciato a partecipare alla corsa, creando una "polemica" con gli organizzatori della corsa stessa riguardo alle modalità e alle tempistiche di tale rinuncia.
| N.    | Cod. | Squadra                     |
| ----- | ---- | --------------------------- |
| 1-8   | LIQ  | Liquigas-Cannondale         |
| 11-18 | LAM  | Lampre-ISD                  |
| 21-28 | AST  | Pro Team Astana             |
| 31-38 | KAT  | Katusha Team                |
| 41-48 | RSH  | Team RadioShack             |
| 51-58 | BMC  | BMC Racing Team             |
| 61-68 | ALM  | AG2R La Mondiale            |
| 71-78 | COF  | Cofidis, le Crédit en Ligne |
| 81-88 | EUC  | Team Europcar               |
| 91-98 | UHC  | UnitedHealthcare            |

| N.      | Cod. | Squadra                         |
| ------- | ---- | ------------------------------- |
| 101-108 | GEO  | Geox-TMC                        |
| 111-118 | CCC  | CCC-Polsat-Polkowice            |
| 121-128 | AND  | Androni Giocattoli              |
| 131-138 | ASA  | Acqua & Sapone                  |
| 141-148 | DER  | De Rosa-Ceramica Flaminia       |
| 151-158 | COG  | Colnago-CSF Inox                |
| 161-168 | CEP  | Colombia es Pasión-Café de Col. |
| 171-178 | MIE  | Miche-Guerciotti                |
| 181-188 | DAN  | D'Angelo & Antenucci-Nippo      |

## Dettagli delle tappe

### 1ª tappa
- 19 aprile: Riva del Garda > Arco – (cronometro individuale) – 13,4 km

Risultati
| Pos. | Corridore      | Squadra    | Tempo  |
| ---- | -------------- | ---------- | ------ |
| 1    | Andreas Klöden | RadioShack | 15'24" |
| 2    | Adriano Malori | Lampre-ISD | a 1"   |
| 3    | Tiago Machado  | RadioShack | a 8"   |

| Pos. | Corridore      | Squadra    | Tempo  |
| ---- | -------------- | ---------- | ------ |
| 1    | Andreas Klöden | RadioShack | 15'24" |
| 2    | Adriano Malori | Lampre-ISD | a 1"   |
| 3    | Tiago Machado  | RadioShack | a 8"   |

### 2ª tappa
- 20 aprile: Dro > Ledro Bezzecca – 184 km

Risultati
| Pos. | Corridore          | Squadra    | Tempo    |
| ---- | ------------------ | ---------- | -------- |
| 1    | Thomas Voeckler    | Europcar   | 4h47'51" |
| 2    | Michele Scarponi   | Lampre-ISD | s.t.     |
| 3    | Przemysław Niemiec | Lampre-ISD | a 25"    |

| Pos. | Corridore        | Squadra    | Tempo    |
| ---- | ---------------- | ---------- | -------- |
| 1    | Michele Scarponi | Lampre-ISD | 5h03'36" |
| 2    | Tiago Machado    | RadioShack | a 12"    |
| 3    | Vincenzo Nibali  | Liquigas   | a 14"    |

### 3ª tappa
- 21 aprile: Molina di Ledro > Fai della Paganella – 170 km

Risultati
| Pos. | Corridore        | Squadra    | Tempo    |
| ---- | ---------------- | ---------- | -------- |
| 1    | Fabio Duarte     | Geox-TMC   | 4h41'05" |
| 2    | Tiago Machado    | RadioShack | s.t.     |
| 3    | Michele Scarponi | Lampre-ISD | a 3"     |

| Pos. | Corridore        | Squadra    | Tempo    |
| ---- | ---------------- | ---------- | -------- |
| 1    | Michele Scarponi | Lampre-ISD | 9h44'40" |
| 2    | Tiago Machado    | RadioShack | a 7"     |
| 3    | Luca Ascani      | D'Angelo   | a 33"    |

### 4ª tappa
- 22 aprile: Andalo > Madonna di Campiglio – 161,5 km

Risultati
| Pos. | Corridore        | Squadra       | Tempo    |
| ---- | ---------------- | ------------- | -------- |
| 1    | Roman Kreuziger  | Astana        | 4h09'03" |
| 2    | Emanuele Sella   | Androni Gioc. | s.t.     |
| 3    | Jaroslav Popovyč | RadioShack    | a 8"     |

| Pos. | Corridore        | Squadra    | Tempo     |
| ---- | ---------------- | ---------- | --------- |
| 1    | Michele Scarponi | Lampre-ISD | 13h54'07" |
| 2    | Tiago Machado    | RadioShack | a 7"      |
| 3    | Luca Ascani      | D'Angelo   | a 33"     |

## Evoluzione delle classifiche
| Tappa              | Vincitore          | Classifica generale Maglia fucsia | Classifica scalatori Maglia verde | Classifica giovani Maglia bianca | Classifica trag. volanti Maglia blu | Classifica a squadre |
| ------------------ | ------------------ | --------------------------------- | --------------------------------- | -------------------------------- | ----------------------------------- | -------------------- |
| 1ª                 | Andreas Klöden     | Andreas Klöden                    | non assegnata                     | non assegnata                    | non assegnata                       | Team RadioShack      |
| 2ª                 | Thomas Voeckler    | Michele Scarponi                  | Jurij Krivcov                     | Alexandr Pliuschin               | Giuseppe De Maria                   | Lampre-ISD           |
| 3ª                 | Fabio Duarte       | Michele Scarponi                  | Adrian Honkisz                    | Stefano Pirazzi                  | Stefano Borchi                      | Pro Team Astana      |
| 4ª                 | Roman Kreuziger    | Michele Scarponi                  | Roman Kreuziger                   | Stefano Pirazzi                  | Matteo Montaguti                    | Pro Team Astana      |
| Classifiche finali | Classifiche finali | Michele Scarponi                  | Roman Kreuziger                   | Stefano Pirazzi                  | Matteo Montaguti                    | Pro Team Astana      |

## Classifiche finali

### Classifica generale - Maglia fucsia
| Pos. | Corridore           | Squadra       | Tempo     |
| ---- | ------------------- | ------------- | --------- |
| 1    | Michele Scarponi    | Lampre-ISD    | 13h54'07" |
| 2    | Tiago Machado       | RadioShack    | a 7"      |
| 3    | Luca Ascani         | D'Angelo      | a 33"     |
| 4    | Domenico Pozzovivo  | Colnago       | a 35"     |
| 5    | Steve Morabito      | BMC           | a 38"     |
| 6    | Robert Kišerlovski  | Astana        | a 42"     |
| 7    | Thomas Voeckler     | Europcar      | a 1'12"   |
| 8    | José Rujano         | Androni Gioc. | a 1'18"   |
| 9    | Vladimir Miholjević | Acqua & Sap.  | a 1'35"   |
| 10   | Fabio Duarte        | Geox-TMC      | a 1'42"   |

### Classifica scalatori - Maglia verde
| Pos. | Corridore        | Squadra      | Punti |
| ---- | ---------------- | ------------ | ----- |
| 1    | Roman Kreuziger  | Astana       | 14    |
| 2    | Adrian Honkisz   | CCC-Polsat   | 10    |
| 3    | Fabio Duarte     | Geox-TMC     | 6     |
| 4    | Jaroslav Popovyč | RadioShack   | 6     |
| 5    | Jurij Krivcov    | AG2R La Mon. | 4     |

### Classifica dei traguardi volanti - Maglia blu
| Pos. | Corridore         | Squadra       | Punti |
| ---- | ----------------- | ------------- | ----- |
| 1    | Matteo Montaguti  | AG2R La Mon.  | 6     |
| 2    | Stefano Borchi    | De Rosa       | 6     |
| 3    | Giuseppe De Maria | De Rosa       | 6     |
| 4    | Emanuele Sella    | Androni Gioc. | 4     |
| 5    | Adrian Honkisz    | CCC-Polsat    | 4     |

### Classifica giovani - Maglia bianca
| Pos. | Corridore          | Squadra      | Tempo     |
| ---- | ------------------ | ------------ | --------- |
| 1    | Stefano Pirazzi    | Colnago      | 13h58'13" |
| 2    | Alexandr Pliuschin | Katusha      | a 39"     |
| 3    | Chris Butler       | BMC          | a 2'01"   |
| 4    | Jarlinson Pantano  | Colombia     | a 8'18"   |
| 5    | Cayetano Sarmiento | Acqua & Sap. | a 10'27"  |

### Classifica a squadre
| Pos. | Squadra            | Tempo    |
| ---- | ------------------ | -------- |
| 1    | Pro Team Astana    | 41h46'05 |
| 2    | Androni Giocattoli | a 1'08"  |
| 3    | Colnago-CSF Inox   | a 7'13"  |
| 4    | Katusha Team       | a 9'15"  |
| 5    | Lampre-ISD         | a 10'05" |